# Alopecosa valida
Alopecosa valida är en spindelart som först beskrevs av Lucas 1846.  Alopecosa valida ingår i släktet Alopecosa och familjen vargspindlar. Inga underarter finns listade i Catalogue of Life.